# Per Rudberg
Per Yngve Rudberg, född 29 augusti 1922 i Vänersborgs församling i Älvsborgs län, död 9 maj 2010 i Värmdö församling i Stockholms län, var en svensk sjöofficer.

## Biografi
Rudberg avlade studentexamen i Uppsala 1941. Han avlade sjöofficersexamen vid Sjökrigsskolan 1944 och utnämndes samma år till fänrik i flottan, varefter han befordrades till löjtnant 1946. Han tjänstgjorde till sjöss 1944–1950, gick Allmänna kursen vid Sjökrigshögskolan 1951 och Stabskursen där 1952–1953, var kadettofficer vid Sjökrigsskolan 1951 och 1953–1954 samt befordrades 1954 till kapten, varpå han tjänstgjorde till sjöss 1954–1955. Han var adjutant hos chefen för marinen Stig H:son Ericson 1955–1957. Han tjänstgjorde vid Marinstaben 1957–1959 samt studerade vid École supérieure de guerre navale i Paris 1959–1960 och gick Cours supérieur interarmées i Paris 1960.
År 1960 befordrades han till kommendörkapten av andra graden, varefter han var fartygschef på jagarna Magne 1961 och Östergötland 1961–1962. Han tjänstgjorde vid Marinkommando Ost 1963–1964. År 1964 befordrades han till kommendörkapten av första graden, varpå han tjänstgjorde vid Försvarsstaben 1964–1967, från 1965 som avdelningschef. Han befordrades 1967 till kommendör och var chef för 1. jagarflottiljen 1967–1970. Han var en skicklig fartygs- och flottiljchef som utvecklade sjötaktiken bland annat vad gällde telekrigföring och taktik mot främmande sjörobotar. År 1970 befordrades han till kommendör av första graden och 1970–1973 var han chef för Operationsledning 2 i Försvarsstaben. Han befordrades till konteramiral 1973 och var befälhavare för Nedre Norrlands militärområde 1973–1978.
År 1978 befordrades han till viceamiral och 1978–1984 var han chef för marinen, varpå han 1984 inträdde i reserven. Under hans tid som marinchef inträffade bland annat U 137:s grundstötning i Gåsefjärden 1981 och ubåtskränkningen i Horsfjärden 1982. Rudberg visade ”ett stort engagemang för att förbättra skyddet mot de ständigt pågående kränkningar av främmande ubåtar i våra vatten. Avrustade fartyg förlades nu i depåer och kunde därmed hållas i en hög materiell beredskap. Utbildade och hemförlovade värnpliktiga kunde vid behov inkallas till dessa fartyg. Flottan var på väg från att vara en skolflotta till att bli en beredskapsflotta. Kustartilleriet kraftsamlade på att ständigt bevaka våra viktigaste inlopp till baser och andra försvarsanläggningar med fasta och rörliga förband. Ny materiel anskaffades till ubåtskyddet. Per Rudberg kunde vid sin pensionering sammantaget överlämna en kvalitativt stärkt marin till sin efterträdare.” Chefen för marinen var tillsammans med chefen för armén och chefen för flygvapnet också ställföreträdande överbefälhavare, men Rudberg utsågs därtill att vara överbefälhavare i exil, med kontor i London, ifall Sverige skulle invaderas.
Per Rudberg invaldes 1961 som ledamot av Kungliga Örlogsmannasällskapet och utsågs senare till hedersledamot. Han invaldes 1967 som ledamot av Kungliga Krigsvetenskapsakademien och 1973 som ledamot av Académie de marine.
Per Rudberg var son till biskop Yngve Rudberg och Margit Hemberg samt bror till filologen Stig Rudberg och författaren Birgitta Rudberg. Han gifte sig 1945 med Kjerstin Oredsson (1920–2016). Makarna Rudberg är begravda på Värmdö kyrkogård.

## Utmärkelser
- Riddare av Svärdsorden, 1962.[14]
- Kommendör av Svärdsorden, 16 november 1970.[15]
- Kommendör av första klass av Svärdsorden, 1 december 1973.[16]